# Frankie Muniz
Francisco "Frankie" Muniz IV, ameriški televizijski igralec in dirkač, * 5. december 1985, Wood-Ridge, New Jersey, Združene države Amerike.